# Hřebečsko

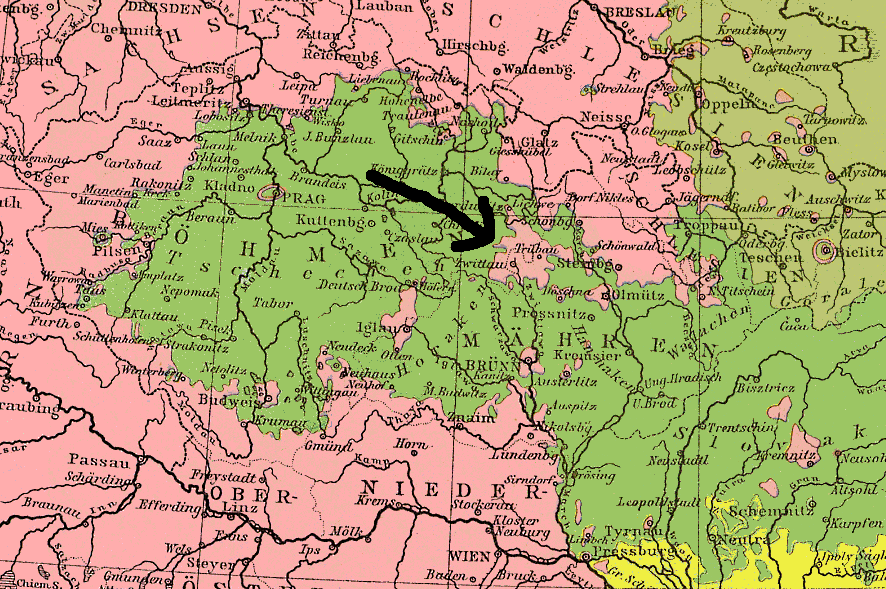
Hřebečsko na mapie z 1880 roku

Hřebečsko (Svitavsko, svitavský jazykový ostrov, niem. Schönhengstgau, Schönhengster land) – niemiecka wyspa językowa istniejąca na pograniczu północnych Czech i Moraw. Głównymi miastami były Moravská Třebová (Mährisch Trübau) i Svitavy (Zwittau).
Ludność niemiecka zaczęła się w tym regionie osiedlać w XIII wieku na terenach spustoszonych podczas najazdu tatarskiego. Pochodzili oni głównie z Nadrenii, Górnej Frankonii i Górnego Palatynatu. Była to najrozleglejsza wyspa językowa na czeskich ziemiach, przy czym od innych terenów niemieckojęzycznych oddzielał ją jedynie wąski, kilkukilometrowy pas czeskich wiosek.
W XX wieku wyspę językową tworzyło 6 miast: Svitavy (Zwittau), Březová nad Svitavou (Brüsau), Moravská Třebová (Mährisch Trübau), Lanškroun (Landskron), Zábřeh (Hohenstadt/March) i Mohelnice (Müglitz) oraz 142 inne gminy, w których w 1939 roku żyło 126 tysięcy ludzi. 84% z nich stanowili Niemcy, a Czesi byli największą grupą narodowościową jedynie w 13 gminach. W 1910 roku odsetek Niemców był wyższy i wynosił 93%. Czasami do regionu zalicza się tzw. Konicko - niewielki obszar na południowy zachód od miasta Konice (Konitz), którego największą miejscowością był Brodek u Konice (Deutsch Brodek).
Po 1945 roku Niemcy zostali wysiedleni, na ich miejsce przybyli Czesi z innych regionów kraju, jednak liczba ludności nigdy nie osiągnęła stanu sprzed wojny.

## Symbole
Nieoficjalnym herbem regionu była sylwetka czarnego konia, stojącego na tylnych nogach, zwróconego w heraldyczne prawo. W dolnej części tarczy znajdował się ceglany mur.
Hymn regionu:
Zwischen March und Adler breitet

Sich ein reich begnadet Land,

Das den Wandrer der's durchschreitet,

Wie ein süßer Zauber bannt.

Segen ruht in jedem Tale,

Friedlich grünt's auf Berg und Au.

Sei gegrüßt viel tausend Male,

Trauter deutscher Schönhengstgau!

Unsre holde Muttersprache,

Unsrer Ahnen biedre Art

Werden unter jedem Dache

Wie ein köstlich Gut gewahrt.

Mannesmut und Frauenwürde

Trägt das Volk dort stolz zur Schau.

Bleib des Erdengartens Zierde,

Trauter deutscher Schönhengstgau!

Und die Mädchen wie die Knaben

Uns'rer Zukunft Trost und Hort,

Sollen tief in's Herz sich graben

Ihrer Väter Losungswort:

Strahlt das Glück in goldnem Schimmer,

Kommen Tage trüb und grau,

Treu verbunden, dein für immer,

Trauter deutscher Schönhengstgau!